# مارتین دالی (استاد)
مارتین دالی (انگلیسی: Martin Daly؛ زادهٔ ۱۵ نوامبر ۱۹۴۴) دانشمند در زمینه روان‌شناسی فرگشتی اهل کانادا است.
وی همچنین برندهٔ جوایزی همچون کمک‌هزینه گوگنهایم شده‌است.